# Bataille de Maarat al-Nouman (2012)
Pour les articles homonymes, voir Bataille de Maarat al-Nouman.
Guerre civile syrienne
Batailles
La bataille de Maarat al-Nouman a lieu du 9 au 11 octobre 2012 lors de la guerre civile syrienne.

## Prélude
Située dans le gouvernorat d'Idleb, la ville de Maarat al-Nouman est peuplée de 125 000 habitants avant le conflit, elle est largement désertée par sa population au cours de l'année 2012. Elle prise pour la première fois par les rebelles le 10 juin 2012, mais les troupes du régime tentent ensuite de la reprendre et les combats se poursuivent pendant des mois. Le 27 juillet 2012, les rebelles détruisent un poste de la sécurité militaire et capturent 50 militaires, dont 14 officiers, selon l'Observatoire syrien des droits de l'homme (OSDH),. Mais en août, les loyalistes finissent par reprendre le contrôle de la ville.

## Déroulement
Le 9 octobre 2012, les rebelles de la brigade des martyrs de Maarat al-Nouman lancent à nouveau l'assaut contre Maarat al-Nouman,. La ville est prise dès le premier jour et les rebelles établissent leur quartier-général dans le Musée de mosaïques anciennes, le plus grand de ce type au Moyen-Orient, qui était occupé jusqu'à fin août par l'armée syrienne,. Les rebelles justifient leur présence par leur volonté d'empêcher « les vols, pillages et trafics ». Le bâtiment et ses collections sont alors relativement épargnés, bien que plusieurs pièces ont été endommagées début octobre par une frappe aérienne à proximité du musée.
Cependant avant de se retirer de Maarat al-Nouman, les loyalistes ouvrent le feu à la kalachnikov sur environ 80 personnes détenues dans deux grandes pièces du sous-sol du centre culturel, occupé par les renseignements militaires du régime. D'autres exécutions ont lieu dans une prison reconvertie en caserne. Les massacres auraient fait au moins 65 morts ; les victimes seraient des soldats soupçonnés de tentatives de désertion et des partisans de la révolution. Certains détenus échappent cependant à la mort.
Le 10 octobre, une colonne de chars et de blindés de l'armée syrienne tente de reprendre la ville en attaquant par le nord, mais les rebelles parviennent à la repousser au prix de la mort de 30 combattants,.
Les loyalistes conservent cependant deux bases militaires : Wadi al-Deïf et Hamidiyé, situées à l'est de Maarat al-Nouman, vers lesquels se déplacent les combats. Des affrontements ont lieu dans la nuit du 10 au 11 octobre dans le secteur de l'autoroute, en périphérie est de Maarat al-Nouman. La zone, contrôlée par les rebelles, subit une contre-attaque des loyalistes, mais ces derniers sont repoussés. Selon un officier rebelle présent sur place, le colonel Akram Salé, quatre insurgés ont été tués. Les rebelles tiennent alors une portion de près de 5 kilomètres sur l'autoroute, coupant ainsi la route de Damas à Alep.

## Les pertes
L'Observatoire syrien des droits de l'homme (OSDH) fait état de la mort de 12 rebelles et six civils dans la journée du 9 octobre.
Le 10 octobre, Mohammad Kanaan, un opposant et activiste de la ville, affirme à l'agence Reuters que 100 personnes ont été tuées en une semaine à Maarat al-Nouman, dont 50 victimes des exécutions commises par les troupes du régime.
Le 11 octobre, Firaz Abdel Hadi, un responsable du Centre médias des rebelles de Maarat al-Nouman, déclare que près de 300 personnes ont été tuées en trois jours à Maaret al-Noomane : 55 civils, 46 rebelles et 190 soldats loyalistes. 